# 鸡场坡镇
鸡场坡镇，是中华人民共和国贵州省安顺市普定县下辖的一个乡镇级行政单位。
2016年1月29日，贵州省人民政府批复同意普定县部分乡镇行政区划调整，撤销鸡场坡乡建制，设置鸡场坡镇。撤乡设镇后行政区域和政府驻地不变。

## 行政区划
鸡场坡镇下辖以下地区：
鸡场村、纳雍支村、纳黑村、红岩村、果骂村、羊场村、骂若村、后寨村、长坡村、白桥村、新寨村、播简村、砂岩村、落东村、那芮村、波大村、柴家村、高坡村、那构村、那兑村、龙井村、煤硐村、那贝村和肖家村。